# Sangue di yogurt
Sangue di yogurt è una raccolta di racconti di Andrea G. Pinketts.

## Edizioni
- Andrea G. Pinketts, Sangue di yogurt, collana Piccola Biblioteca Oscar, Arnoldo Mondadori Editore, 2003,  p. 261, ISBN 88-04-51946-0.